# Черневская волость (Дмитровский уезд)
Черневская волость — административно-территориальная единица в составе Дмитровского уезда Орловской губернии. Располагалась на юго-западе уезда. Административный центр — село Черневка.

## История
Образована в ходе крестьянской реформы 1861 года.
Упразднена в связи с укрупнением волостей к 1890 году путём присоединения к Круглинской волости.
Ныне территория волости разделена между Дмитровским районом Орловской области и Дмитриевским районом Курской области.

## Населённые пункты
В 1877 году в состав волости входило 2 населенных пункта:
| № | Населённый пункт | Тип населённого пункта |
| - | ---------------- | ---------------------- |
| 1 | Черневка         | село, администр. центр |
| 2 | Осмонь           | село                   |